# Dan Sergiu Hanganu
Dan Sergiu Hanganu CM (n. 27 ianuarie 1939, Iași - d. 5 octombrie 2017, Montreal) a fost un arhitect canadian de origine română, membru de onoare al Academiei Române din 2003.
Dan Hanganu, care a practicat arhitectura în Montreal, provincia Québec, începând din anii 1970, a proiectat și realizat un număr de clădiri importante din Quebec, incluzând aripa cea mai recentă a Pointe-à-Callière Museum, clădirea HEC Montréal building, sala de concerte Hall of Rimouski, Școala de design UQAM.  A proiectat și realizat numeroase alte clădiri cu utilizări variate, așa cum sunt clădiri culturale, comerciale și rezidențiale în Canada, dar și în Europa și Asia.
Dan Hanganu este deținătorul unui număr semnificativ de premii și recunoașteri printre care se numără și Governor General's award, respectiv medalia Institutului Regal de Arhitectură al Canadei, RAIC Gold Medal pentru întreaga sa carieră.
Soția sa, Anca Hanganu este de asemenea un arhitect care lucrează în Montreal.
Arhitectul român Dan Hanganu a încetat din viață joi, 5 octombrie 2017, la Montreal. Avea 78 de ani.

## Galerie de imagini

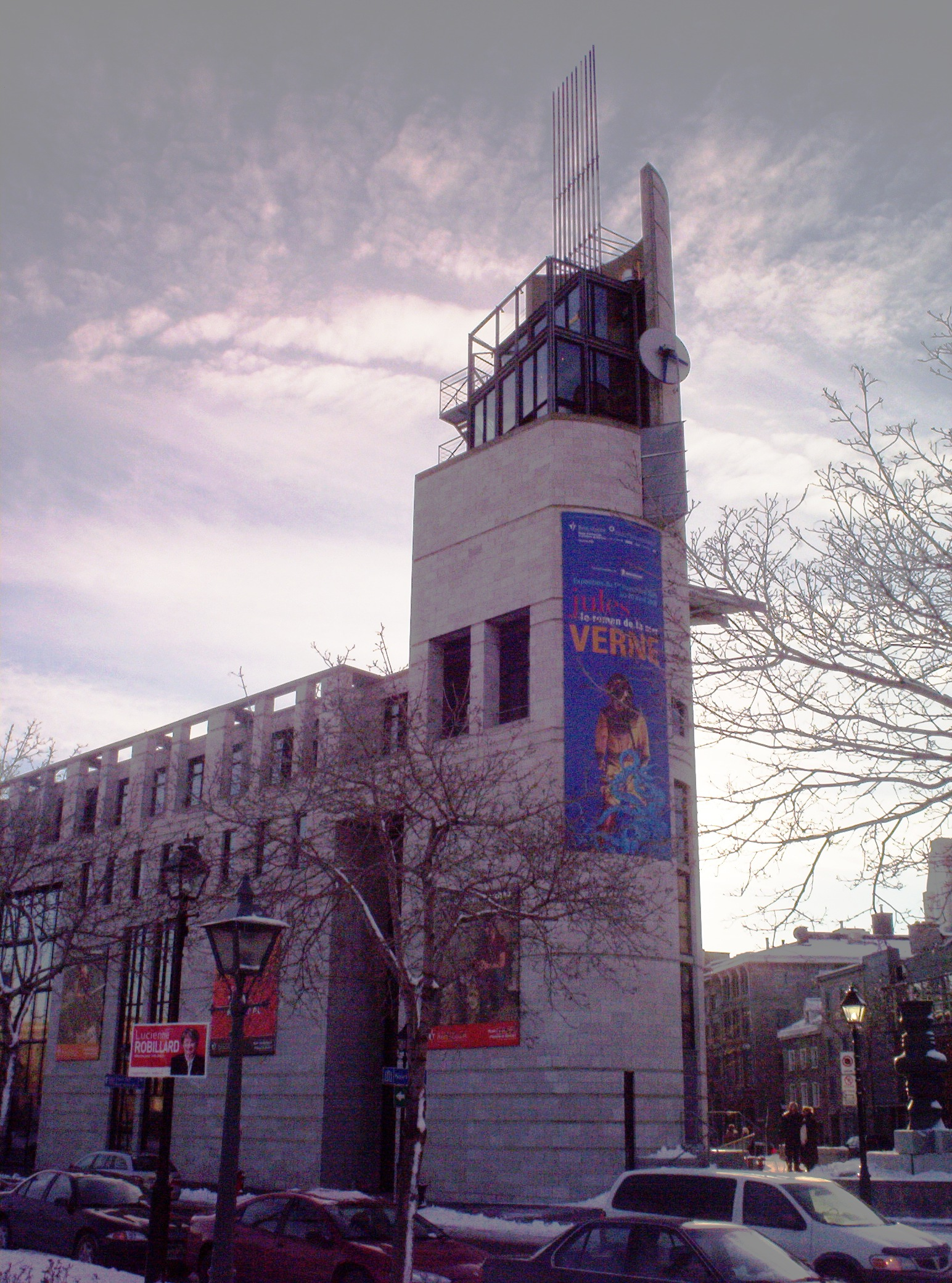
Éperon building, Pointe-à-Callière museum
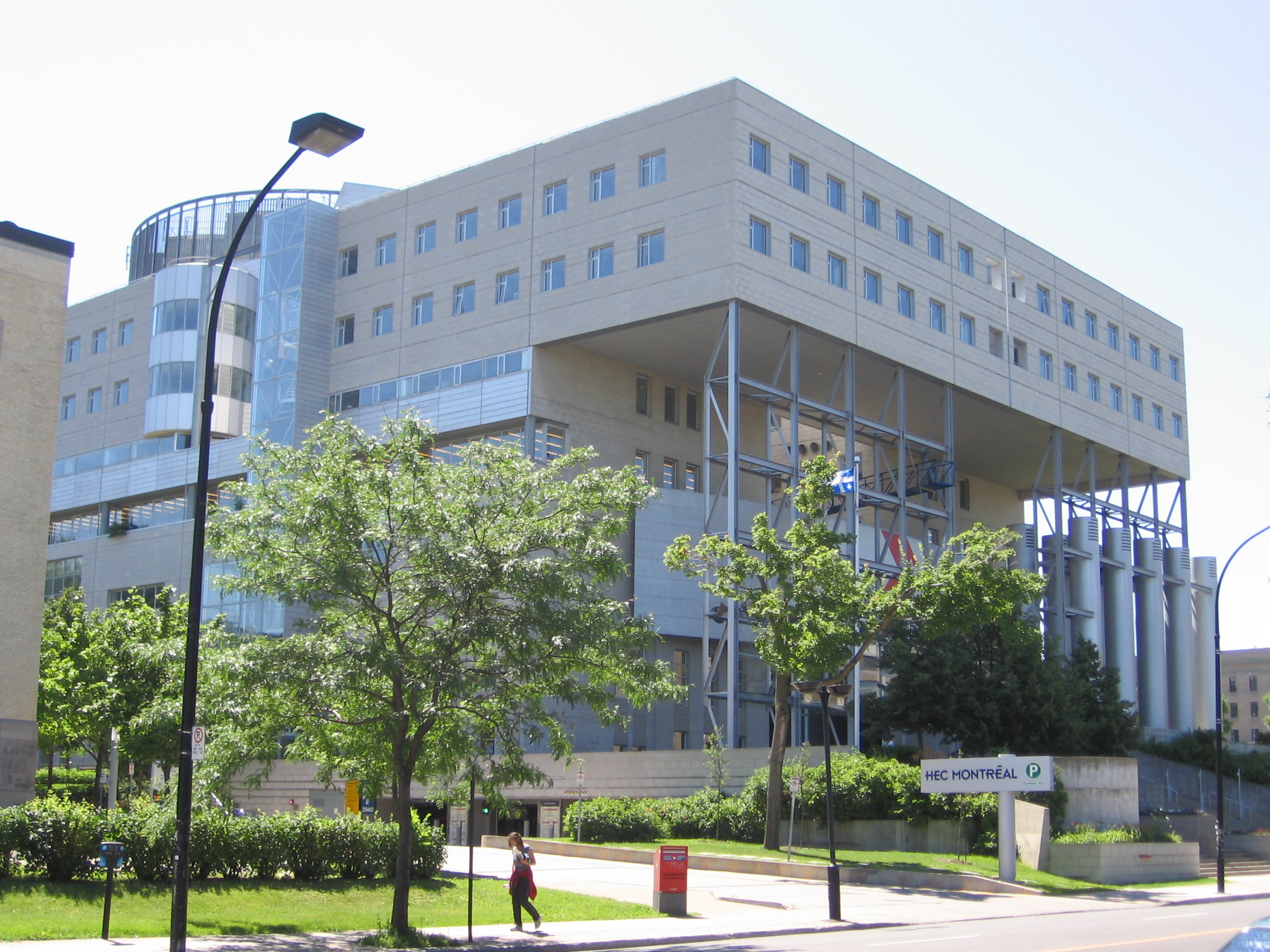
HEC Montréal
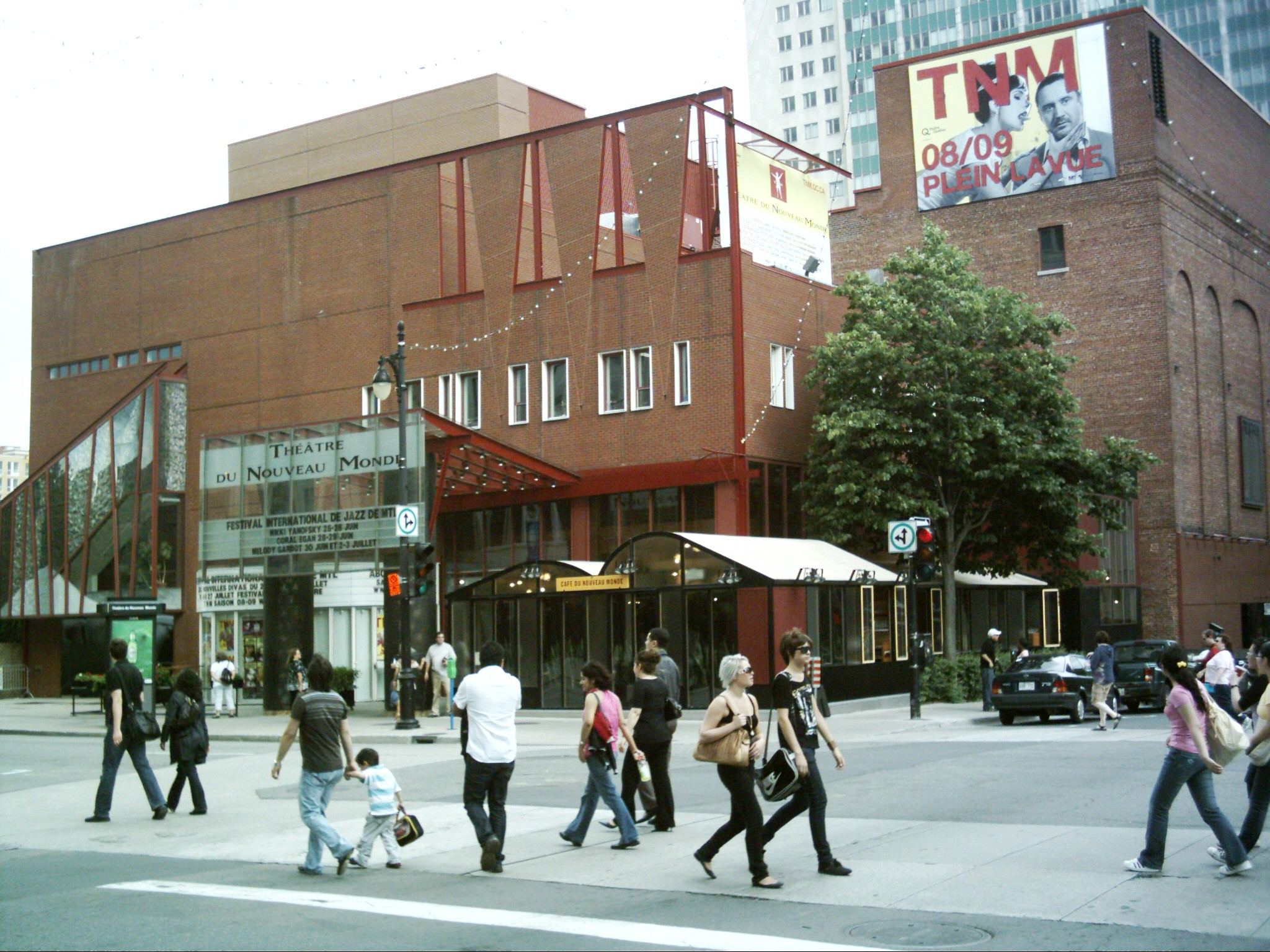
Théâtre du Nouveau Monde